# Indian Harbour Beach, Florida
Indian Harbour Beach är en stad (city) i Brevard County, i delstaten Florida, USA. Enligt United States Census Bureau har staden en folkmängd på 8 228 invånare (2011) och en landarea på 5,5 km².